# Montura D

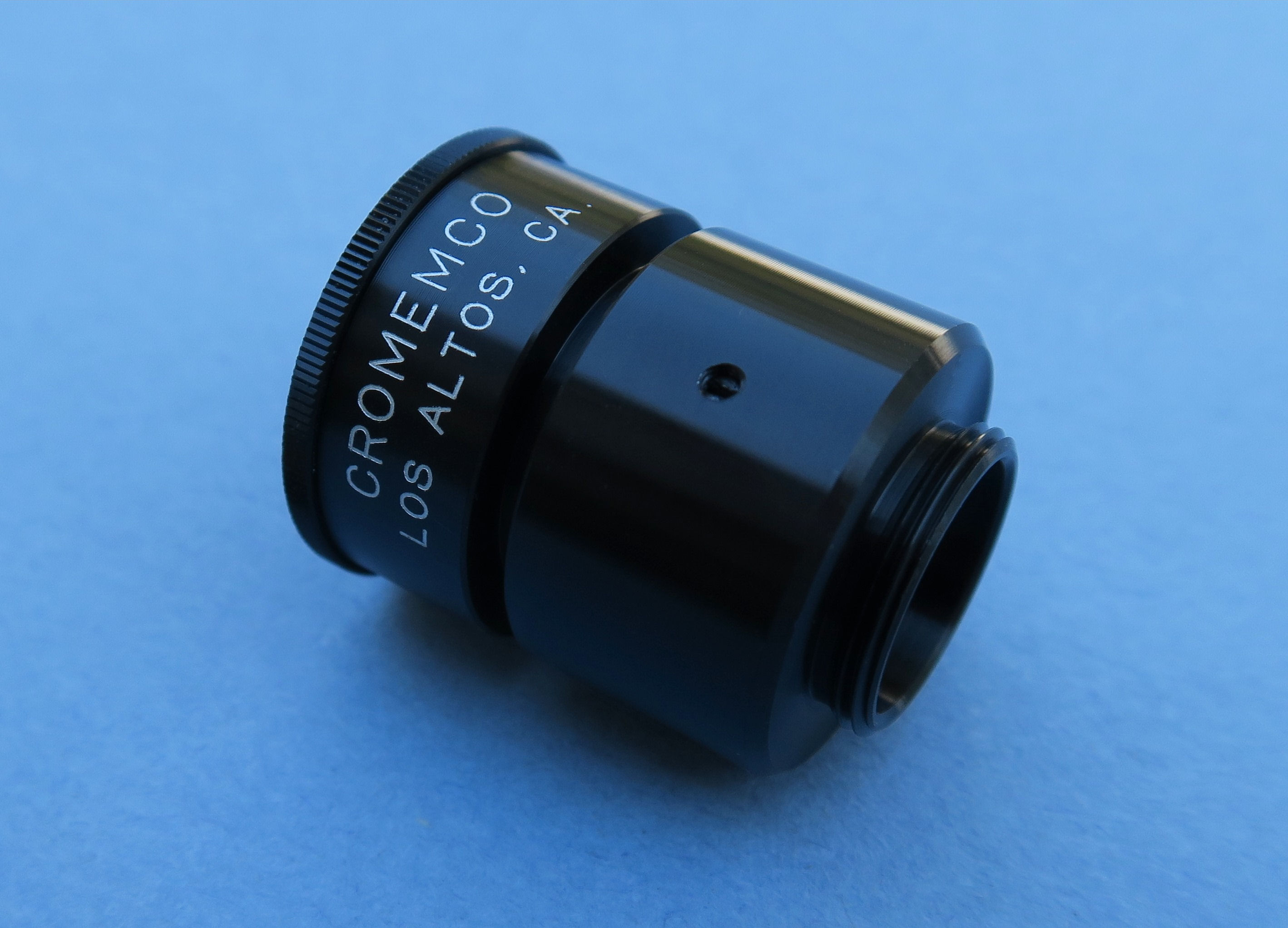
Objetivo con Montura D utilizado en la cámara digital Cromemco Cyclops.

La Montura D es un tipo montura usado generalmente para los objetivos intercambiables de las cámaras de cine de 8mm, cámaras de televisión de circuito-cerrado, cámaras para visión artificial y para fototubos de microscopio.

## Características
- Diámetro de rosca 15.88 mm (0.625 pulgada)
- Paso de rosca 32 TPI (hilos por pulgada)
- Distancia focal de brida 12.29 mm